# Katarzyna Enerlich

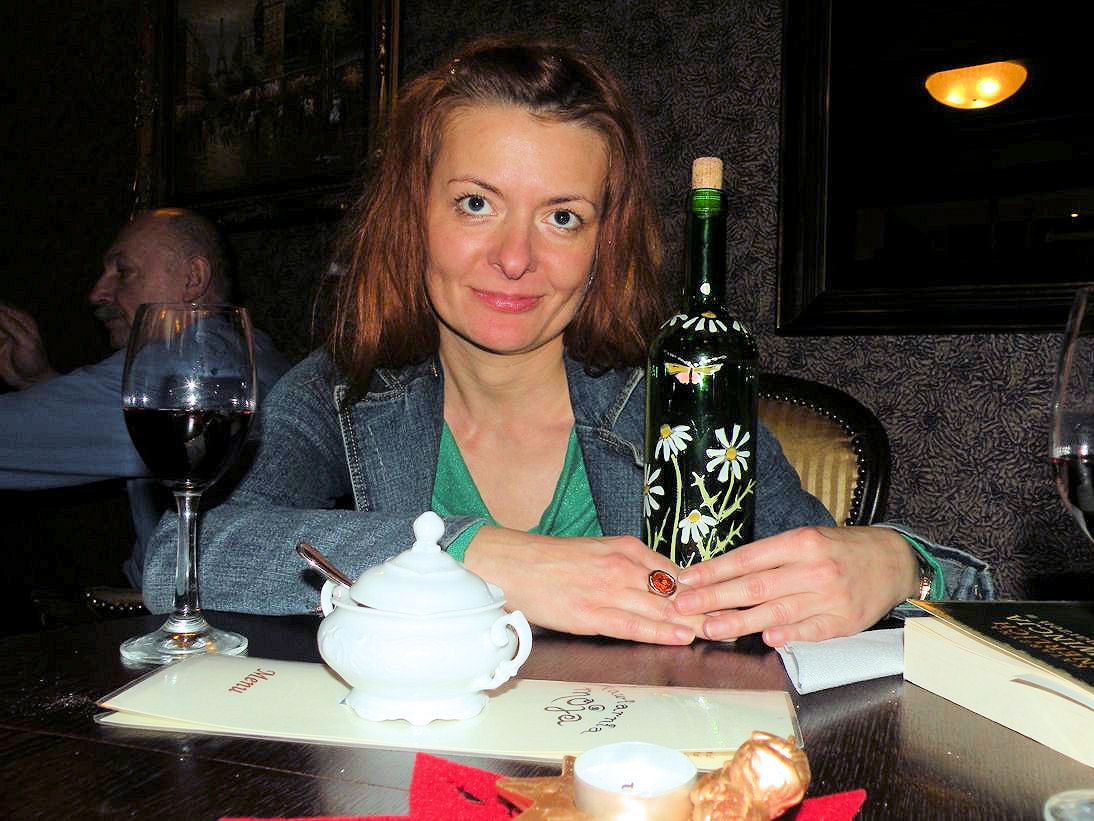
Katarzyna Enerlich na spotkaniu w olsztyńskiej Kawiarni naukowej Collegium Copernicanum

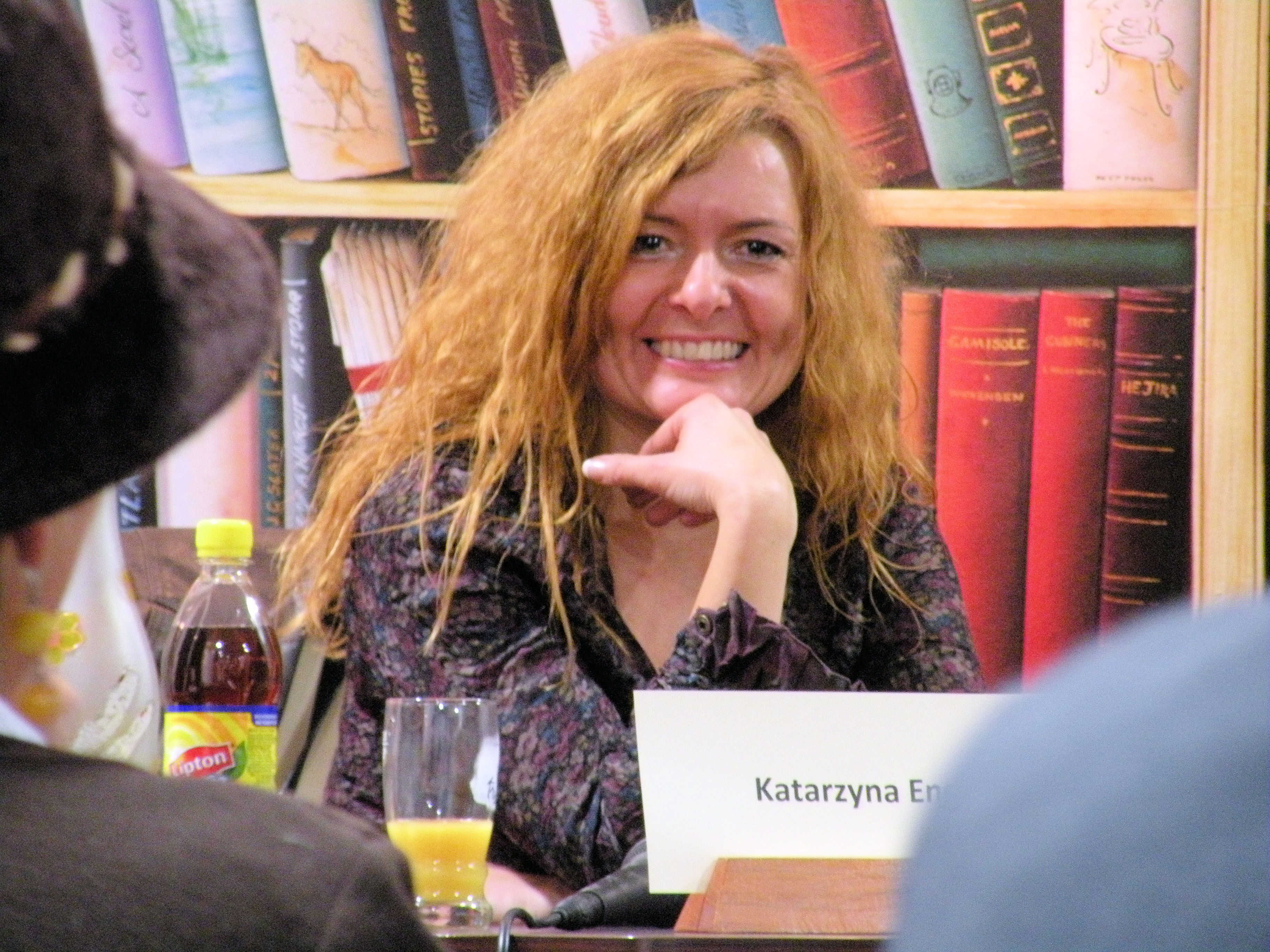
Katarzyna Enerlich w czasie spotkania autorskiego w Kawiarni Literackiej i Filmowej w Olsztynie

Katarzyna Enerlich (ur. 15 lutego 1972 w Mrągowie) – polska pisarka.
Studiowała w Olsztynie na Uniwersytecie Warmińsko-Mazurskim (Wydział Humanistyczny, Instytut Dziennikarstwa i Komunikacji Społecznej). Pracowała jako dziennikarka, pracownik informacji turystycznej i promocji miasta oraz opiekunka osób starszych. Obecnie jest twórcą niezależnym. Należy do Stowarzyszenia Dziennikarzy Polskich.

## Twórczość
W wieku 12 lat zadebiutowała artykułem w czasopiśmie dla młodzieży „Płomyk” na temat rodzinnego Mrągowa, a następnie w „Świat Młodych” i „Na Przełaj”. Już jako uznana pisarka publikowała w prasie ogólnopolskiej „Cogito”, „VariArcie”, „Natura i Ty” oraz w „Bluszczu”.
Pisarka posiada doświadczenie dziennikarskie. Pracowała i współpracowała z Polskim Radiem Olsztyn, Telewizją Polską, Gazetą Współczesną, Gazetą Olsztyńską, Dziennikiem Pojezierza.

## Książki
- 2010, Czas w dom zaklęty (MG) ISBN 978-83-61297-70-3.
- 2010, Kwiat Diabelskiej Góry (MG) ISBN 978-83-61297-07-9.
- 2010, Oplątani Mazurami (MG) ISBN 978-83-612-9751-2.
- 2011, Kiedyś przy Błękitnym Księżycu (MG) ISBN 978-836-1297-99-4.
- 2012, Czarodziejka Jezior (Elipsa) ISBN 978-83-7640-213-0.
- 2016, Rzeka ludzi osobnych (MG) ISBN 978-83-7779-193-6.
- 2018, Piękno z pól i łąk (MG) ISBN 978-83-7779-474-6.

### SeriaProwincja
- 2009, Prowincja pełna marzeń (MG) ISBN 978-83-61297-25-3.
- 2010, Prowincja pełna gwiazd (MG) ISBN 978-83-61297-89-5.
- 2011, Prowincja pełna słońca (MG) ISBN 978-83-7779-009-0.
- 2013, Prowincja pełna smaków (MG) ISBN 978-83-7779-123-3.
- 2014, Prowincja pełna czarów (MG) ISBN 978-83-7779-172-1.
- 2014, Prowincja pełna szeptów (MG) ISBN 978-83-7779-193-6.
- 2015, Prowincja pełna snów (MG) ISBN 978-83-7779-260-5.
- 2015, Prowincja pełna złudzeń (MG) ISBN 978-83-7779-193-6.
- 2015, Pod słońcem prowincji. Zapiski z prostego życia. Potrawy z ziemi i pór roku (MG) ISBN 978-83-7779-193-6.

### Współautorka czterech antologii poetyckich
- 1998 Próg
- 1999 Za progiem
- 2008 Tutaj się ze sobą mijamy
- 2011 Harmonia dusz

## Nagrody i odznaczenia
- 2001 – wyróżnienie w ogólnopolskim Konkursie „Dziennikarz z naszych stron” Fundacji Stefana Batorego
- 2009 – I miejsce w Konkursie Portalu Literackiego Granice na „Najlepszą Książkę na Lato”
- 2010 – Nagroda Kulturalna Burmistrza i Rady Miejskiej za osiągnięcia literackie
- 2011 – Odznaka Honorowa za Zasługi dla Województwa Warmińsko-Mazurskiego
- 2012 – Nominacja do Tytułu „Kobieta Sukcesu Warmii i Mazur”